# Blabia rendira
Blabia rendira är en skalbaggsart som beskrevs av Maria Helena M. Galileo och Martins 1998. Blabia rendira ingår i släktet Blabia och familjen långhorningar. Inga underarter finns listade.